# Angelo Musone
Angelo Musone, född den 19 september 1963 i Marcianise, Italien, är en italiensk boxare som tog OS-brons i tungviktsboxning 1984 i Los Angeles. Henry Tillman från USA slog ut honom i semifinalen med 5-0.